# グラマン
グラマン（Grumman Aircraft Engineering Corporation、後にGrumman Aerospace Corporation）は、アメリカ合衆国の航空機メーカーである。
1994年にはノースロップ社と合併して、ノースロップ・グラマンとなった。

## 沿革
1920年代、ニューヨークのローニング社（Loening Aircraft Engineering Corporation）にいたリロイ・ランドル・グラマン（Leroy Randle Grumman）らは、ローニング社がキーストーン社に買収されて、ペンシルベニア州に移るに際し、1929年、ニューヨークで独立企業の「グラマン航空機エンジニアリング株式会社 (Grumman Aircraft Engineering Co.)」を設立した。
最初の製品はアメリカ海軍の水上機のためのフロートの製作であった。最初に製作した航空機も、海軍のためのグラマンFF-1であった。第二次世界大戦にあたってはその技術の高さから数多くの軍用機を生み出し、
F4Fのような構造の強度と生産性を重視した質実剛健な設計思想は「グラマン鉄工所（Grumman IronWorks）」と呼ばれた。太平洋戦争時、日本では「グラマン」の名は米国戦闘機・憎き敵機としての代名詞であった。
創業者のリロイ・グラマンは航空エンジニアであり、軍用機の大量発注を得て大メーカーとなっていた第二次大戦中にも、自らTBFアヴェンジャー等の設計開発に参画している。当時急速に大型化する航空機をコンパクトに母艦の格納庫に収める、鳥のように胴体に沿わせる主翼折り畳み方式もリロイの考案とされる。
第二次世界大戦後も傑作航空機を数多く生み出し、アポロ計画の月着陸船を作ったのもグラマンである。しかし、海軍の傑作戦闘機F-14を最後に、航空機の高度化による開発費の高騰や軍全体の機種の削減、ライバルの攻勢にさらされた。1969年に名を「グラマン航空宇宙株式会社 (Grumman Aerospace Co.)」と刷新したものの、1978年にはビジネス機部門をガルフストリーム・エアロスペースとして売却している。また、幾多の新型機選考に敗れた結果経営が危うくなり、1994年に同業の一つノースロップと合併してノースロップ・グラマンとなった。

## 製品
グラマン社の航空機には、戦闘機にはネコ科の動物、飛行艇には水鳥の名が付けられることが多い。

### 戦闘機
- FF
- F2F
- F3F フライングバレル
- F4F ワイルドキャット
- XF5F スカイロケット
- F6F ヘルキャット
- F7F タイガーキャット
- F8F ベアキャット
- F9F→F-9 パンサー / クーガー
- XF10F ジャガー
- F11F→F-11 タイガー
- F-14 トムキャット

### 爆撃機（雷撃機）
- TBF アヴェンジャー

### 攻撃機
- AF ガーディアン
- A2F→A-6 イントルーダー

### 飛行艇
- JF（詳細はJ2Fを参照）
- J2F ダック
- JRF グース
- J4F ウィジョン
- HU-16 アルバトロス
- G-73 マラード

### その他の航空機
- S-2 トラッカー
- C-1 トレイダー
- C-2 グレイハウンド
- E-1 トレイサー
- E-2 ホークアイ
- EF-111 レイヴン
- EA-6 プラウラー
- OV-1 モホーク
- X-29
- G-164 アグキャット
- アポロ月着陸船（アポロ計画も参照）

### 航空機以外

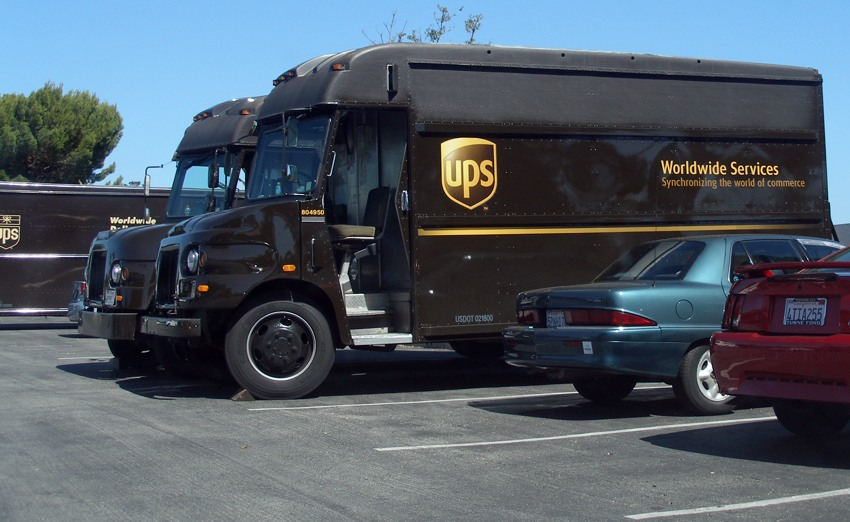
グラマン・オルソン・P800（UPS仕様）

- 自動車 - UPSなどの運送会社向けにバンやトラックを製造していた
- カヌー（1945年に生産開始）